# Pepeyocal
Pepeyocal är en ort i Mexiko.   Den ligger i kommunen Chicontepec och delstaten Veracruz, i den sydöstra delen av landet, 210 km nordost om huvudstaden Mexico City. Pepeyocal ligger 91 meter över havet och antalet invånare är 332.
Terrängen runt Pepeyocal är platt åt nordost, men åt sydväst är den kuperad. Runt Pepeyocal är det ganska tätbefolkat, med 83 invånare per kvadratkilometer. Närmaste större samhälle är Chicontepec de Tejada, 14,3 km söder om Pepeyocal. Trakten runt Pepeyocal består till största delen av jordbruksmark.